# 유성화원
《유성화원》(중국어 간체자: 流星花园, 정체자: 流星花園, 병음: Liú xīng huā yuán 료우싱화유엔[*], 한자음: 유성화원, 영어: Meteor Garden 미티올 가덴[*]))은 가미오 요코의 일본 인기 만화 《꽃보다 남자》(花より男子)를 중화민국의 CTS에서 텔레비전 드라마화한 작품이다.

## 개요
평범한 집안의 딸인 산차이가 귀족학교에 입학해 재벌 2세 청년 그룹 F4(Flower Four)를 만나 겪는 갈등과 사랑을 그린 트렌디 드라마다. 유성화원에는 주인공 산차이 역에 서희원, 따오밍쓰 역에 언승욱, 화쩌레이 역에 주유민, 메이 역에 오건호, 시먼 역에 주효천 등이 연기했다.

## 출연진
- 서희원 - 산차이 역 (성우 - 김아영)
- 언승욱 - 따오밍스 역 (성우 - 김영선)
- 주유민 - 레이 역 (성우 - 송준석)
- 주효천 - 시먼 역 (성우 - 고성일)
- 오건호 - 메이 역 (성우 - 표영재)
- 엽안정 (葉安婷) - 리전 역 (성우 - 이자옥)
- 양승림 - 샤오우 역 (성우 - 채의진)
- 종한량 - 아쏭 역 (성우 - 방성준)